# Алкин
Алкини су угљоводоници који имају најмање једну троструку везу између два угљеникова атома. Они садрже два атома водоника мање од одговарајућих алкена са истим бројем угљеникових атома. Општа формула алкина је . Као и други угљоводоници алкини граде хомологи ред. Алкини су традиционално познати као ацителени, по старом имену најједноставнијег члана алкина сада познатог под називом етин. Ови угљоводоници су изомерни са диенима. Као и други угљоводоници, алкини су генерално хидрофобни.

## Структура и везивање
У ацетилену, H–C≡C углови веза су 180°. На основу овог угла везе, алкини су слични шипкама. У складу са тим, циклични алкини су ретки. Бензин је веома нестабилан. Дужина C≡C везе од 121 пикометара знатно је краћа од растојања C=C у алкенима (134 pm, за C2H4) или везе C–C у алканама (153 ).
Трострука веза је веома јака, и има јачину везе од 839 kJ/mol. Сигма веза доприноси са 369 , прва пи веза доприноси 268  и друга пи веза има удео од 202  у јачини везе. О везивању се обично расправља у контексту теорије молекуларних орбитала, која препознаје троструку везу као насталу из преклапања s и p орбитала. У језику теорије валентне везе, атоми угљеника у алкинској вези су  хибридизирани: сваки има две небридизоване  орбитале и две sp хибридне орбитале. Преклапањем sp орбитала атома формира се једна sp–sp сигма веза. Свака p орбитала на једном атому преклапа се са еквивалентном орбиталом са другу атому, формирајући две пи везе, што даје укупно три везе. Преостала sp орбитале на сваком атому могу да формирају сигма везу са другим атомом, на пример са атомима водоника у матичном ацетилену. Две sp орбитале су усмерене ка супротним странама атома угљеника.

### Терминални и унутрашњи алкини
Унутрашњи алкини садрже угљене супституенте на сваком ацетиленском угљенику. Симетрични примери укључују дифенилацетилен и 3-хексин.
Терминални алкини имају формулу . Пример је метилацетилен (пропин према IUPAC номенклатури). Они се често припремају алкилацијом мононатријум ацетилида. Терминални алкини, попут самог ацетилена, благо су кисели, са  вредностима од око 25. Они су далеко киселији од алкена и алкана, који имају  вредности од око 40, односно 50. Кисели водоник на терминалним алкинима може бити замењен различитим групама које резултирају хало-, силил- и алкоксоалкинима. Карбанјиони настали депротонацијом терминалних алкина називају се ацетилидима.

## Номенклатура алкина
Алкини ЈУПАКовој номенклатури имена алкина се изводе из имена одговарајућег алкана тако што се одбије наставак -ан и дода наставак -ин. Положај троструке везе означава се бројем угљениковог атома од кога почиње трострука веза. Број на коме почиње трострука веза ставља се испред имена алкина. На пример:
- , 1-бутин или атилацетан
- , 2-бутин или диметил ацетилен

У органској хемији суфикс обично следи ЈУПАКову номенклатуру. Међутим, неорганска једињења која садрже незасићеност у облику троструких веза могу бити означена супституционом номенклатуром истим поступцима који се користе са алкинима (тј. назив одговарајућег засићеног једињења се мења заменом „-ан” завршетка са „-ин”). Суфикс „-диин” се користи када постоје две троструке везе и тако даље. Положај незасићености се означава нумеричком локацијом непосредно испред суфикса „-ин”. Исто приступ се користи у случају вишеструких троструких веза. Локације се изабирају тако да су бројеви што је могуће мањи. Суфикс „-ин” се такође користи као инфикс за именовање супституентских група које су троструко везане за матично једињење.
| Име      | Молекулска формула |
| -------- | ------------------ |
| етин     |                    |
| пропин   |                    |
| 1-бутин  |                    |
| 1-пентин |                    |
| 1-хексин |                    |
| 1-хептин |                    |
| 1-октин  |                    |
| 1-нонин  |                    |
| 1-декин  |                    |

## Структурна изомерија
Алкини који имају четири или више атома угљеника могу да формирају различите структурне изомере тако што имају троструку везу на различитим позицијама, или им је неки од атома угљеника супституисан, док матични ланац остаје нетакнут. Могући су и други неалкински структурни изомери.
- C
2H
2: само ацетилен
- C
3H
4: само пропин
- C
4H
6: 2 изомера: 1-бутин, и 2-бутин
- C
5H
8: 3 изомера: 1-пентин, 2-пентин, и 3-метил-1-бутин
- C
6H
10: 7 изомера: 1-хексин, 2-хексин, 3-хексин, 4-метил-1-пентин, 4-метил-2-пентин, 3-метил-1-пентин, 3,3-диметил-1-бутин

## Налажење
Алкини се не могу наћи у природи. Ипак постоје неке врсте гљива које могу да производе сложена једињења са више троструких веза.

## Синтеза
Етин (најпростији алкин) у индустрији се производи у великим количинама на више начина:
- Дејством воде на калцијум карбид

{\displaystyle \mathrm {CaC_{2}+2\ H_{2}O\longrightarrow C_{2}H_{2}+Ca(OH)_{2}} }
- Контролисаном оксидацијом метана на 1500 °C:

{\displaystyle \mathrm {4\ CH_{4}+O_{2}\longrightarrow C_{2}H_{2}+2\ CO+7\ H_{2}} }
- Краковањем (пиролизом) нафте.
- У лабораторијским условима добијају се елиминацијом халогеноводоника из дихалогеналкана:

{\displaystyle \mathrm {CH_{3}CHBrCHBrCH_{3}+2\ KOH\longrightarrow CH_{3}CCCH_{3}+2\ KBr+2\ H_{2}O} }

### Крековање
Комерцијално, доминантан алкин је сам ацетилен, који се користи као гориво и прекурзор других једињења, нпр. акрилата. Стотине милиона килограма се производе годишње делимичном оксидацијом природног гаса:
Пропин, који је такође индустријски користан, такође се припрема термичким разлагањем угљоводоника.

### Дехидрохалогенација и сродне реакције
Специјални алкини се добијају двоструком дехидрохалогенизацијом. Ова реакција је средство за стварање алкина из алкена, који се првобитно халогенишу, а затим дехидрохалогенишу. На пример, фенилацетилен се може генерисати из стирена бромирањем, и накнадним третирањем резултирајућег стирен дибромида натријум-амидом у амонијаку:
Путем Фрич-Батенберг-Викеловог преуређења, алкини се припремају из винил бромида. Алкини се могу припремити из алдехида користећи Кори-Фуксову реакцију и из алдехида или кетона путем Сејферт-Гилбертове хомологације.

## Хемијске особине
Featuring a reactive functional group, alkynes participate in many organic reactions. Such use was pioneered by Ralph Raphael, who in 1955 wrote the first book describing their versatility as intermediates in synthesis.
Због тога што садрже троструку везу, тачније због две пи везе, алкини су веома реактивни, много више од алкена и алкана. Реакције алкина се деле у две групе:
1. реакције троструке везе
2. реакције водониковог атома везаног за sp хибридизован угљеников атом (H-C≡).

### Реакције троструке везе
Пошто се трострука веза састоји од једне сигма и две пи везе алкини из истих разлога као и алкени веома лако улазе у адиционе реакције. Ипак код алкина за разлику од алкена могу да се адирају и један и два мола реагенса, док код алкена може само један.
- Хидрогенизација, односно адиција водоника:

- Адиција халогена:

```
H-C≡C-H + Cl
2
 → H-C=C-H
                  | |
                 ClCl       
1,2 дихлоретен                   
          
                  Cl Cl
                   | |
H-C≡C-H + 2Cl
2
 → H-C-C-H
                   | |
                  Cl Cl
1,1,2,2 тетрахлоретан 
```

- Адиција халогенводоника. Адицијом хлороводоника на етин добија се винил хлорид, чијом полимеризацијом се добија поливинил хлорид. Адиција хлороводоника на троструку везу врши се по Марковниковљевом правилу:

```
                  Cl              
                  | 
H-C≡C-H + HCl → H-C=CH
2
```

Ове адиције се врше истим механизмом као и код алкена, односно путем електрофилне адиције.
- Поред ових адиција постоји и адиција воде. У киселој средини и присуству одређених катализатора (нпр. жива(II)сулфат), етин адира воду и даје производ реакције који се одмах претвара у етанал.

```
                              H   H 
                              |  /
 H-C≡C-H + HOH → H-C=C-H  → H-C-C
                   | |        | \\
                   H OH       H  O  
етанал
```

- Реакције водониковог атома

Водоникови атоми етина и 1-алкина, могу се под неким специјалним условима заменити неким металом. Таква једињења позната су под називом ацетилиди. Тако се увођењем 1-алкина у амонијачни раствор сребро-нитрата добија реакција:
Акцетилиди тешких метала су нестабилни.

### Хидрогенација
Будући да су незасићенији од алкена, алкини карактеристично пролазе кроз реакције које показују да су „двоструко незасићени“. Алкини су способни да додају два еквивалента H
2, док алкен додаје само један еквивалент. У зависности од катализатора и услова, алкини додају један или два еквивалента водоника. Делимична хидрогенација, која се зауставља након додавања само једног еквивалента да би се добио алкен, обично је пожељнија:
Најшира примена ове технологије је при конверзија ацетилена у етилен у рафинеријама (крекинг паром алкана даје неколико процената ацетилена, који је селективно хидрогенизован у присуству паладијум/сребрног катализатора). За сложеније алкине, Линдларов катализатор се широко препоручује да би се избегло стварање алкана, на пример у конверзији фенилацетилена у стирен. Слично, халогенисање алкина даје алкен дихалиде или алкил тетрахалиде:
{\displaystyle {\ce {RC#CR' + H2 ->}}{\text{ cis-}}{\ce {RCH=CR'H}}}
{\displaystyle {\ce {RCH=CR'H + H2 -> RCH2CR'H2}}}
Додавање једног еквивалента H
2 унутрашњим алкинима даје цис-алкене.

### Додатак халогена и сродних реагенаса
Алкини су карактеристични по способности да додају два еквивалента халогена и водоник халогенида.
{\displaystyle {\ce {RC#CR' + 2 Br2 -> RCBr2CR'Br2}}}
Додавање неполарних E−H веза преко C≡C се генерално користи за силане, боране и сродне хидриде. Хидроборацијом алкина се добијају винилни борани који се оксидују у одговарајући алдехид или кетон. У тиолинској реакцији супстрат је тиол.
Додавање халогеноводоника је дуго било од интереса. У присуству живиног хлорида као катализатора, ацетилен и хлороводоник реагују да би се добио винил хлорид. Иако је овај метод напуштен на Западу, он остаје главни производни метод у Кини.

### Хидратација
Реакција хидратације ацетилена даје ацеталдехид. Реакција се одвија формирањем винил алкохола, који се таутомеризује и формира алдехид. Ова реакција је некада била основа значајног индустријског процеса, али је замењена Вакеровим процесом. Ова реакција се дешава у природи, а катализатор је ацетилен хидратаза.
Хидратација фенилацетилена даје ацетофенон:
{\displaystyle {\ce {PhC#CH + H2O -> PhCOCH3}}}
(Ph
3P)AuCH
3 катализује хидратацију 1,8-нонадиина у 2,8-нонандион:
{\displaystyle {\ce {HC#C(CH2)5C#CH + 2H2O -> CH3CO(CH2)5COCH3}}}

### Таутомеризам
Терминални алкил алкини показују таутомеризам. Пропин постоји у равнотежи са пропадијеном:
{\displaystyle {\ce {HC#C-CH3 <=> CH2=C=CH2}}}

### Циклоадиције и оксидација
Алкини пролазе кроз различите реакције циклоадиције. Дилс-Алдерова реакција са 1,3-диенима даје 1,4-циклохексадиене. Ова општа реакција је екстензивно развијена. Електрофилни алкини су посебно ефикасни диенофили. „Циклоадукт” настао додавањем алкина 2-пирону елиминише угљен-диоксид дајући ароматично једињење. Друге специјализоване циклоадиције укључују вишекомпонентне реакције као што је тримеризација алкина да би се добила ароматична једињења и [2+2+1]-циклоадиција алкина, алкена и угљен моноксида у Посон-Кандовој реакцији. Неугљенични реагенси такође пролазе кроз циклизацију, нпр. азид алкинска Хузгенова циклоадиција да би се добили триазоли. Процесе циклоадиције који укључују алкине често катализују метали, нпр. метатеза енина и метатеза алкина, што омогућава премештање карбинских (RC) центара:
{\displaystyle {\ce {RC#CR + R'C#CR' <=> 2RC#CR'}}}
Оксидативно цепање алкина се одвија циклоадицијом на оксиде метала. Најпознатије су реакције у којима калијум перманганат претвара алкине у пар карбоксилних киселина.

### Реакције специфичне за терминалне алкине
Терминални алкини се лако претварају у многе деривате, нпр. реакцијама спрега и кондензацијама. Кондензацијом са формалдехидом и ацетиленом настаје бутинедиол:
{\displaystyle {\ce {2CH2O + HC#CH -> HOCH2CCCH2OH}}}
У Соногашировој реакцији, терминални алкини се упарују са арил или винил халогенидима:
Ова реактивност се базира на чињеници да су терминални алкини слабе киселине, чије типичне pKa вредности око 25 их постављају између амонијака (35) и етанола (16):
{\displaystyle {\ce {RC#CH + MX -> RC#CM + HX}}}
где је MX = NaNH2, LiBu, или RMgX.
Реакције алкина са одређеним металним катјонима, нпр. Ag+
 и Cu+
 такође дају ацетилиде. Стога, неколико капи диаминсребро(I) хидроксида (Ag(NH
3)
2OH) реагује са терминалним алкинима на шта указује формирање белог талога сребрног ацетилида. Ова реактивност је основа алкинских реакција припајања, укључујући Кадиот-Чодкивичово припајање, Глејзерово припајање и Еглинтоново припајање приказано у наставку:
{\displaystyle {\ce {2R-\!{\equiv }\!-H->[{\ce {Cu(OAc)2}}][{\ce {pyridine}}]R-\!{\equiv }\!-\!{\equiv }\!-R}}}
У Фаворскијевој реакцији и уопште у алкинилацијама, терминални алкини се додају карбонилним једињењима да би се добио хидроксиалкин.

### Метални комплекси
Алкини формирају комплексе са прелазним металима. Такви комплекси се такође јављају у реакцијама алкина катализованим металом, као што је тримеризација алкина. Терминални алкини, укључујући и сам ацетилен, реагују са водом дајући алдехиде. Трансформација обично захтева металне катализаторе да би остварио резултат анти-Марковниковог додавања.

## Физичке особине
Физичке особине алкина су врло сличне физичким особинама одговарајућих алкена и алкана, само су температуре кључања мало веће. Алкини су нерастворљиви у води и поларним растварачима, а добро се растварају у неполарним (органским) растварачима.
| Формула | Име     | Температура кључања | Температура топљења |
| ------- | ------- | ------------------- | ------------------- |
|         | етин    | -84 °C (189 )       | -81 °C (192 )       |
|         | пропин  | -23 °C (250 )       | -101 °C (172 )      |
|         | 1-бутин | 9 °C (282 )         | -122 °C (151 )      |
|         | 2-бутин | 27 °C (300 )        | -24 °C (249)        |

## Примери
Најпростији алкин је етин:

## Алкини у природи и медицини
Према Фердинанду Бохлману, прво природно ацетиленско једињење, дехидроматрикаријски естар, је било изоловано из врсте Artemisia 1826. године. У следећа скоро два века која су следила, преко хиљаду природних ацетилена је откривено и објављено. Полиини, подскуп ове класе природних производа, су били изоловани из широког распона биљних врста, култура виших гљивица, бактерија, морских сунђера и корала. Неке киселине као што је тариринска киселина садрже алкинску групу. Диини и триини, хемијске врсте са везама RC≡C–C≡CR′ и RC≡C–C≡C–C≡CR′ респективно, присутини су у појединим биљкама (Ichthyothere, Chrysanthemum, Cicuta, Oenanthe и другим члановима Asteraceae и Apiaceae фамилија). Неки примери су цикутоксин, оенантотоксин, фалкаринол и фалкаринол. Ова једињења су у високој мери биоактивна, нпр. као нематоциди.-Фенилхепта-1,3,5-триин је илустративни пример триина који се јавља у природи.
Алкини се јављају у неким лековима, укључујући контрацептив норетинодрел. Трострука веза између два угљеника је исто тако присутна у лековима на тржишту као што је антиретровирусни лек ефавиренз и антифунгални тербинафин. Молекули који се називају ен-диини садрже прстен који има алкен („ен”) између две алкинске групе („диин”). Ова једињења, нпр. калихеамицин, су нека од најагресивнијих антитуморских лекова, у тој мери да се ен-диин подјединица понекад назива „бојевом главом”. Ен-диини подлежу реаранжману путем Бергманове циклизације, при чему се формирају високо реактивни радикални интермедијери који нападају ДНК унутар тумора.